# 12927 Pinocchio
12927 Pinocchio este o planetă minoră (asteroid) din centura de asteroizi. A fost descoperită pe 30 septembrie 1999 la osservatorio astronomico della Montagna Pistoiese⁠(d) de Maura Tombelli⁠(d) și a fost numită după Pinocchio. 
Obiectul prezintă o orbită caracterizată de o semiaxă mare de 2,3047088 UAi, o excentricitate de 0,14, o înclinație de 3,80886 ° în raport cu ecliptica.